# Astorga
Astorga és un municipi i ciutat espanyola de la província de Lleó (Castella i Lleó), situada al sud-est de la capital, a una altitud de 868m sobre el nivell del mar. És la capital i nucli més important de la comarca de la Maragatería, en el trànsit entre el Páramo i els montes de León. La ciutat és cap d'una de les diòcesis més extenses i antigues d'Espanya, la jurisdicció de la qual abasta la meitat de la província de Lleó i part de les d'Ourense i Zamora. És, també, cap de partit judicial.
El seu patrimoni històric i monumental, la seva situació com a cruïlla de la Via de la Plata i el Camí de Sant Jaume, així com diverses celebracions que hi tenen lloc al llarg de l'any, entre les quals destaquen els carnavals, la Setmana Santa i les festes d'asturs i romans, la converteixen en una ciutat receptora de turisme nacional i internacional. Entre els seus monuments més representatius hi ha la Catedral, el Palau Episcopal, l'Ajuntament i l'ergàstula romana, tots declarats Bé d'Interès Cultural.
L'activitat econòmica de la ciutat maragata, en la qual el turisme és un pilar fonamental, se centra principalment en el sector serveis a causa del seu paper de centre comarcal. També té una destacada indústria alimentària.

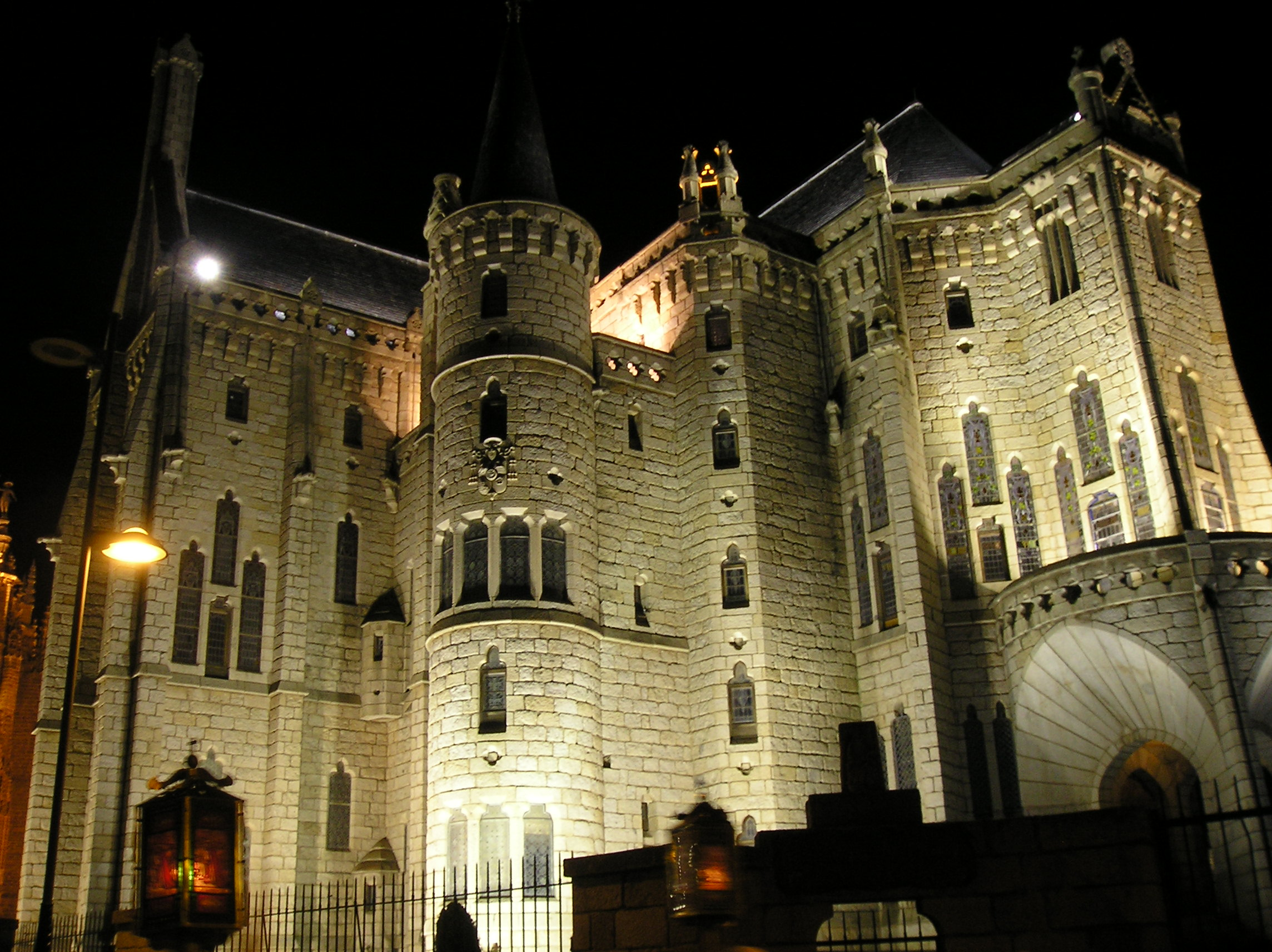
Palau Episcopal d'Astorga

## Toponímia
El topònim d'Astorga és una evolució natural i popular del topònim antic, Asturica Augusta. Sobre l'origen i el significat d'aquest darrer hi ha diverses teories: Per a alguns, com Gil González Dávila, prové del nom que duia Astyr o Astur, escuder de Mèmnon, arribat des de l'Orient, mentre que per a d'altres deriva d'Astiria, Astirica o Asturia, denominació amb la qual encara era coneguda durant les conquestes de Munuza.
El 1635, Pedro Junco, basant-se en altres textos com el Diccionari de Covarrubias, escrigué que derivava d’Astu  i Orgia, dues paraules que unides formarien Astorgia, amb el significat de "ciutat per celebrar-hi el culte als déus", concretament de Bacus, i que llatinitzada es transformaria en Asturica. Va dir també que abans d'anomenar-se Asturica es deia Rhoma, sinònim de fort en grec.
La ciutat és citada com a Astorica en documents del 878, com a Osturga i Austurga al Codex Calixtinus, i com a Astur, Asturius i Asturia al llarg de l'edat mitjana. Al segle xix, Víctor Gebhardt, a la seva "Història general d'Espanya", escrigué que Astorga, en èpoques anteriors, va tenir el nom d’Asturica Amak. Al diccionari d'Antonio de Nebrija, edició de 1734, rep el nom d’Asturia  i Asturica: "Asturia, regió i ciutat propera a Portugal" i "Asturica Augusta, ciutat de la Hispània Tarraconensis, vulgarment anomenada Roma".
En qualsevol cas, hom denominà Asturica l'antiga capital de les 22 tribus asturs, i va rebre més tard, de mans de l'emperador Cèsar August, el dictat d'Augusta alhora que elevava el seu rang a capital de Convent jurídic.

## Història
Nascuda com a campament militar romà de la Legio X Gemina a les darreries del segle i aC, poc després es va transformar en un nucli civil. Capital del Conventus Asturum, Asturica Augusta va ser un important nus de comunicacions al nord-oest peninsular i va gaudir de certa prosperitat en els primers segles de la nostra era gràcies a la proximitat de diverses explotacions mineres, entre altres las Médulas. Després que es deixessin d'explotar les mines, i de les successives destruccions de la ciutat, Astorga va quedar sumida en un prolongat estat de letargia fins que al segle xi l'impuls del Camí francés de Sant Jaume va suposar la revitalització del nucli urbà.
Creat el marquesat d'Astorga el 1465, en època Moderna la ciutat va romandre en una etapa d'estancament. Durant la Guerra del Francès, el general Santocildes va véncer les tropes napoleòniques en les seues immediacions (batalla d'Astorga), però després Astorga suportà el setge de les tropes franceses, fins que fou derrotada després de més de trenta dies. Durant el període napoleònic, la ciutat havia estat proposada com a capital d'un dels departaments en què quedaria dividida l'Espanya de l'època. Al segle xix, la implantació del ferrocarril provocà el declivi dels traginers però permeté una revitalització de la vella urbs en potenciar novament les possibilitats que donava com a nus de comunicacions.

## Fills il·lustres
- Evaristo Fernández Blanco (1902-1993) compositor musical.

## Demografia
| 1991  | 1996  | 2001  | 2004  |
| ----- | ----- | ----- | ----- |
| 12500 | 12564 | 12242 | 12207 |